# Face to Face (Siouxsie and the Banshees)
Face to face è un singolo del gruppo musicale inglese Siouxsie and the Banshees, pubblicato nel 1992 dalla Polydor Records.

## Descrizione
La titletrack, composta dal gruppo assieme a Danny Elfman, fa parte della colonna sonora originale, realizzata dallo stesso Elfman, del film Batman - Il ritorno diretto da Tim Burton, ed è stata pubblicata successivamente anche in due raccolte del gruppo britannico, Twice Upon a Time: The Singles, del 1992, e, rimasterizzata, in The Best Of, del 2002.
Il brano si è classificato al 21º posto nella Official Singles Chart nel Regno Unito e al 7º posto nella classifica Modern Rock Tracks negli Stati Uniti. Gli 808 State hanno remixato la canzone, rinominata Face to Face (Catatonic Mix).

## Video musicale
Nel video musicale del brano, diretto da Neil Abramson, appare Siouxsie con il costume di Catwoman con degli anelli a forma di artigli felini. Compaiono anche gli altri due membri storici della band Severin e Budgie che eseguono strani passi, entrambi ruotano anche l'ombrello ipnotico di Pinguino. Ad un certo punto del brano si sente Siouxsie fare le fusa come un gatto, sempre in riferimento a Catwoman.

## Tracce
Testi di Siouxsie Sioux, musiche di Siouxsie and the Banshees, eccetto ove indicato.
CD maxi singolo UK
1. Face to Face (7" Mix) – 4:26 (musica: Elfman, Siouxsie and the Banshees)
2. Face to Face (Catatonic Mix) – 4:52 (musica: Elfman, Siouxsie and the Banshees)
3. I Could Be Again – 4:32
4. Hothead – 3:31 (testo: Budgie)

Vinile 7" UK
1. Face to Face – 4:18
2. I Could Be Again – 4:30

Vinile 12" picture disc UK
1. Face to Face (Catatonic Mix) – 4:51
2. Face to Face (7" Mix) – 4:26
3. Hothead – 3:31

Cassetta singola
Lato A
1. Face to Face – 4:26
2. I Could Be Again – 4:32

Lato B
Ripete gli stessi brani del lato A.

## Formazione
Siouxsie and the Banshees
- Siouxsie Sioux – voce
- Steven Severin – basso, tastiere
- Budgie – batteria, percussioni
- Martin McCarrick – tastiere
- Jon Klein – chitarra

## Classifiche
| Classifica (1992)         | Posizione massima |
| ------------------------- | ----------------- |
| Regno Unito               | 21                |
| Stati Uniti (alternative) | 7                 |
| Svezia                    | 23                |